# Muscle ptérygoïdien médial

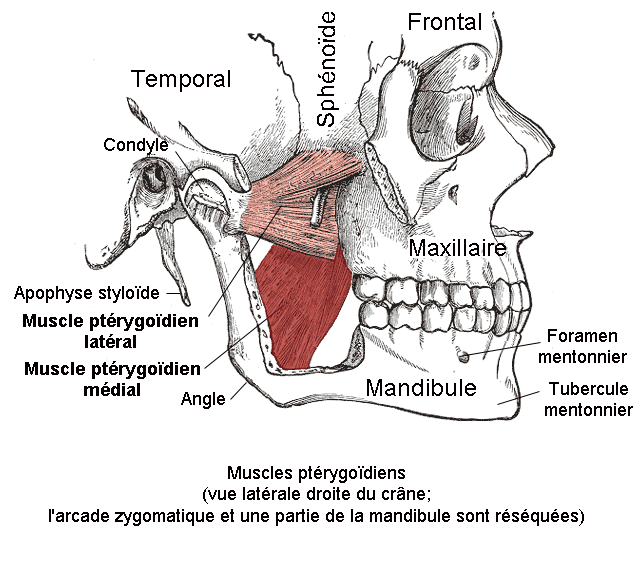
Muscle ptérygoïdien médial (en rouge).

Le muscle ptérygoïdien médial (musculus pterygoideus medialis en latin) ou ptérygoïdien interne est un muscle masticateur.

## Description
Le muscle ptérygoïdien médial est un muscle épais quadrangulaire qui se situe dans la fosse ptérygoïde.
Il possède 2 chefs : un chef profond et un chef superficiel.

## Origine
Le chef profond du muscle ptérygoïdien médial nait sur la face médiale de la lame latérale du processus ptérygoïde de l'os sphénoïde et sur le processus pyramidal de l'os palatin. Il constitue la principale partie du muscle.
Le chef superficiel du muscle ptérygoïdien médial nait de la tubérosité maxillaire et de la surface rainurée du processus pyramidal de l'os palatin

## Trajet
Le muscle ptérygoïdien médial se dirige vers le bas, le dehors et l'arrière.

## Insertion
Le muscle ptérygoïdien médial se termine sur la tubérosité ptérygoïde de la face médiale de l’angle de la mandibule.

## Innervation
Le muscle ptérygoïdien médial est innervé par une branche du tronc postérieur du nerf mandibulaire, qui est une subdivision du nerf trijumeau, Ve nerf crânien.

## Vascularisation
Le muscle ptérygoïdien médial est vascularisé par des branches de l'artère ptérygoïdienne, branche de l'artère maxillaire.

## Action
Le muscle ptérygoïdien médial est élévateur de la mandibule, participe à la propulsion de la mandibule (contraction bilatérale) et participe aussi au mouvement de diduction controlatérale (contraction unilatérale).
En cas de contracture des trois puissants muscles élévateurs, il est impossible d'ouvrir la bouche (trismus).

## Rapports
Il possède un fascia commun avec le muscle ptérygoïdien latéral, le fascia ptérygoïdien.

## Galerie

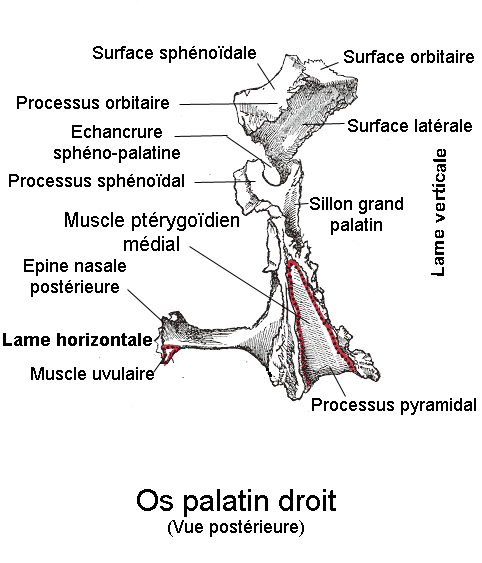
Palatin.
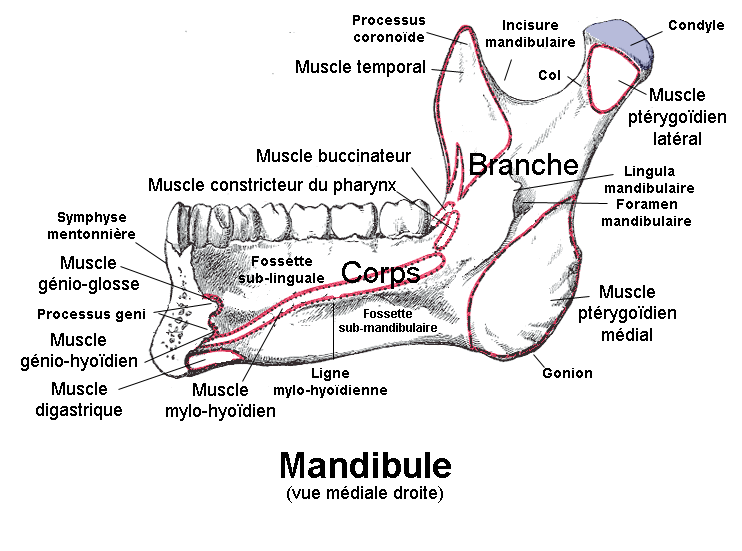
Mandibule. Face interne. Vue latérale.
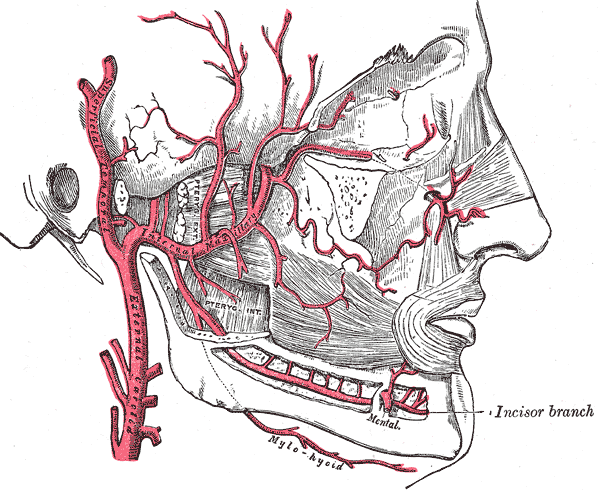
Les branches de l'artère maxillaire interne.

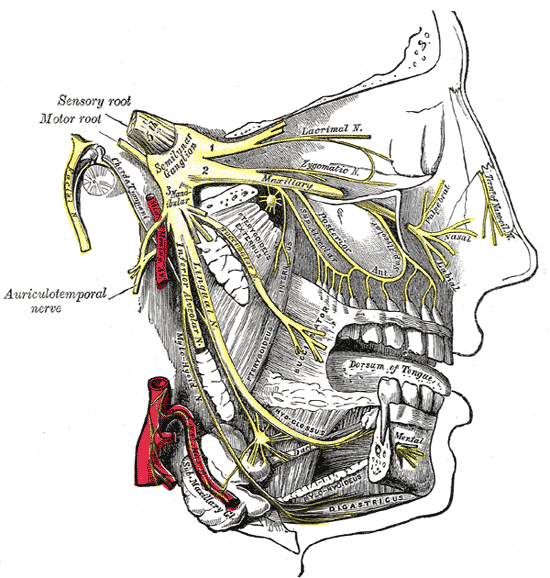
Les nerfs de la région maxillaire.
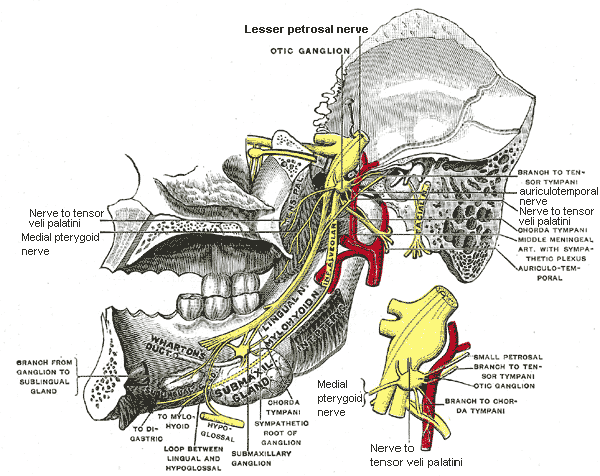
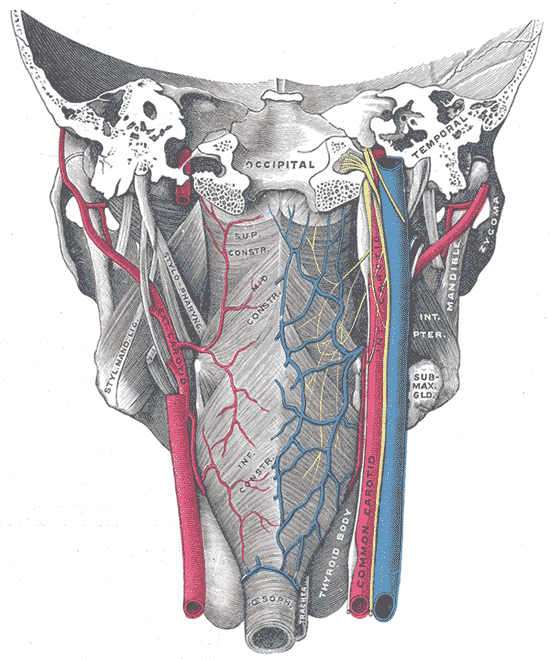